# Cecil E. Harris
Pour les articles homonymes, voir Harris.
Cecil E. Harris, né le 2 décembre 1916 à Cresbard, Dakota du Sud et mort le 2 décembre 1981, est un aviateur américain, capitaine de l'United States Navy et as de l'aviation lors de la Seconde Guerre mondiale.

## Biographie

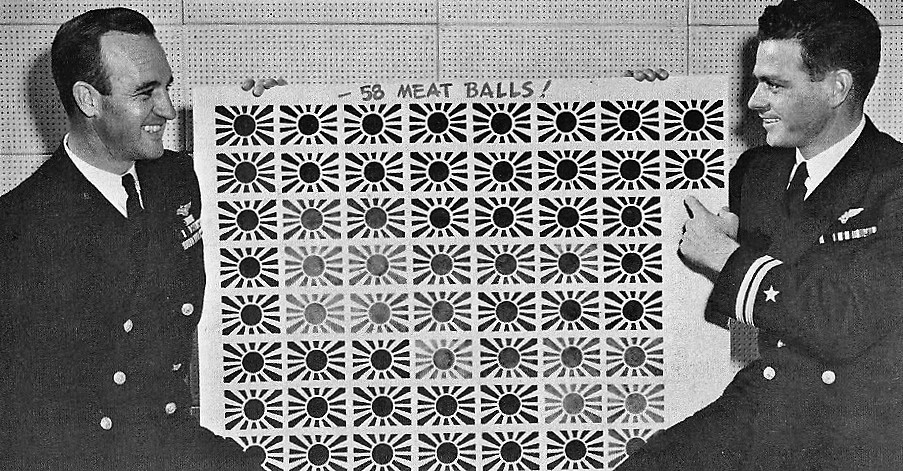
Cecil Harris (à droite) et David McCampbell, les deux as de la Navy ayant le plus de victoires en combat aérien, montrant le tableau de leurs 58 victoires: 34 pour McCampbell et 24 pour Harris.

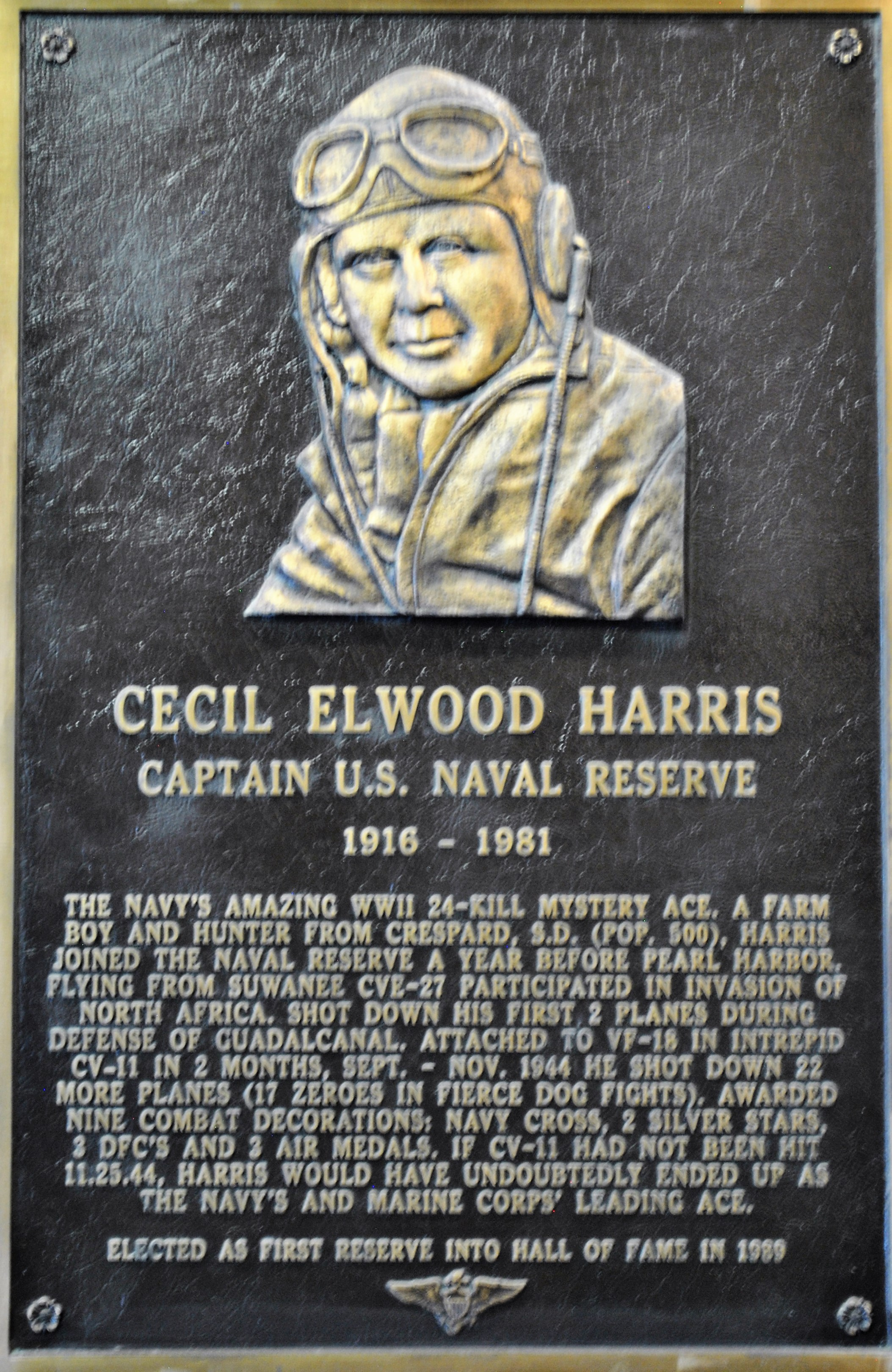
Plaque commémorative pour Cecil Harris's à bord de l' USS Yorktown.

## Victoires aériennes
| Date              | Type                                    | Total |
| ----------------- | --------------------------------------- | ----- |
| 1er avril 1943    | 2 A6M Zeke                              | 2,    |
| 13 septembre 1944 | 1 A6M Zeke, 3 A6M Zeke 32               | 4     |
| 12 octobre 1944   | 1 Ki-21 Sally, 1 Ki-48 Lily, 2 A6M Zeke | 4     |
| 14 octobre 1944   | 3 D4Y Judy                              | 3     |
| 21 octobre 1944   | 1 Ki-21 Sally (Assist)                  | N/A   |
| 24 octobre 1944   | 2 F1M Pete                              | 2     |
| 29 octobre 1944   | 3 Ki-44 Tojo, 1 A6M Zeke                | 4     |
| 19 novembre 1944  | 1 A6M Zeke                              | 1     |
| 25 novembre 1944  | 3 Ki-44 Tojo, 1 A6M3-32 Hamp            | 4     |